# Jeffrey Ullman
Jeffrey David Ullman (sinh ngày 22 tháng 11 năm 1942) là một nhà khoa học máy tính người Mỹ và là Giáo sư Kỹ thuật Danh dự của Stanford W. Ascherman, tại Đại học Stanford. Sách giáo khoa của ông về trình biên dịch (các ấn bản khác nhau thường được biết đến với cái tên Sách Rồng), lý thuyết tính toán (còn được gọi là sách Cinderella), cấu trúc dữ liệu và cơ sở dữ liệu được coi là tiêu chuẩn trong các lĩnh vực của chúng. Ông và cộng sự lâu năm của mình Alfred Aho là những người nhận được Giải thưởng Turing năm 2020, thường được công nhận là người có thành tích cao nhất trong khoa học máy tính.

## Sự nghiệp
Ullman nhận bằng cử nhân Khoa học về Toán kỹ thuật từ Đại học Columbia vào năm 1963 và tiến sĩ về kỹ thuật điện từ Đại học Princeton vào năm 1966. Sau đó, ông làm việc ba năm tại Bell Labs. Năm 1969, ông trở lại Princeton với tư cách là phó giáo sư, và được thăng hàm giáo sư chính thức vào năm 1974. Ullman chuyển đến Đại học Stanford vào năm 1979, và giữ chức chủ nhiệm khoa từ năm 1990 đến năm 1994. Ông được vinh danh là Giáo sư Khoa học Máy tính Ascherman Stanford W.  năm 1994, và trở thành một Emeritus vào năm 2003.